# Apoštolský vikariát King George Sounde – The Sound
Apoštolský vikariát King George Sounde – The Sound byl vikariát římskokatolické církve, nacházející se v Austrálii.

## Historie
Vytvořen byl roku 1845 a to z části území diecéze Adelaide a arcidiecéze Sydney.
Roku 1847 byl vikariát zrušen a území bylo včleněno zpět do diecéze Adelaide a arcidiecéze Sydney.